# Czesława Lewandowska
Czesława Lewandowska (ur. 3 maja 1953 w Wejdzie) – twórczyni ludowa z regionu Puszczy Zielonej, laureatka Nagrody im. Oskara Kolberga.

## Życiorys
Rzemiosła uczyła się od matki Władysławy Krawczyk i babci Aleksandry Krawczyk. Od 1967 r. specjalizuje się w koronce szydełkowej, wykonuje również ozdoby z papieru i bibuły, np. palmy wielkanocne, kierce, ozdoby wielkanocne. Wzory serwetek, obrusów itp. przekazywała dla Spółdzielni Rękodzieła Ludowego i Artystycznego „Kurpianka” w Kadzidle, dzięki czemu mogły korzystać z nich inne twórczynie. Współpracowała z Cepelią. W 1997 r. dołączyła do Stowarzyszenia Twórców Ludowych.
Wstawki koronkowe z jej pracowni mają w tradycyjnych fartuchach członkinie zespołów z Kurpiowskiej Puszczy Zielonej i Białej. Ewa Mielnicka, Miss Polski 2014, nosi wykonane przez Czesławę Lewandowską koronkowe dodatki do stroju regionalnego.
Mieszka w Ostrołęce. Udziela się jako edukatorka, a swoje prace prezentuje na jarmarkach, kiermaszach i wystawach.

## Nagrody i wyróżnienia
- 2007 r. – Nagroda Prezesa Związku Kurpiów „Kurpik”[5]
- Nagroda Starosty Ostrołęckiego za rok 2008[6]
- 2018 r. – brązowy Medal Zasłużony Kulturze „Gloria Artis” w dziedzinie upowszechnianie kultury[7]
- 2018 r. – Medal Pamiątkowy „Pro Masovia” Marszałka Województwa Mazowieckiego[8]

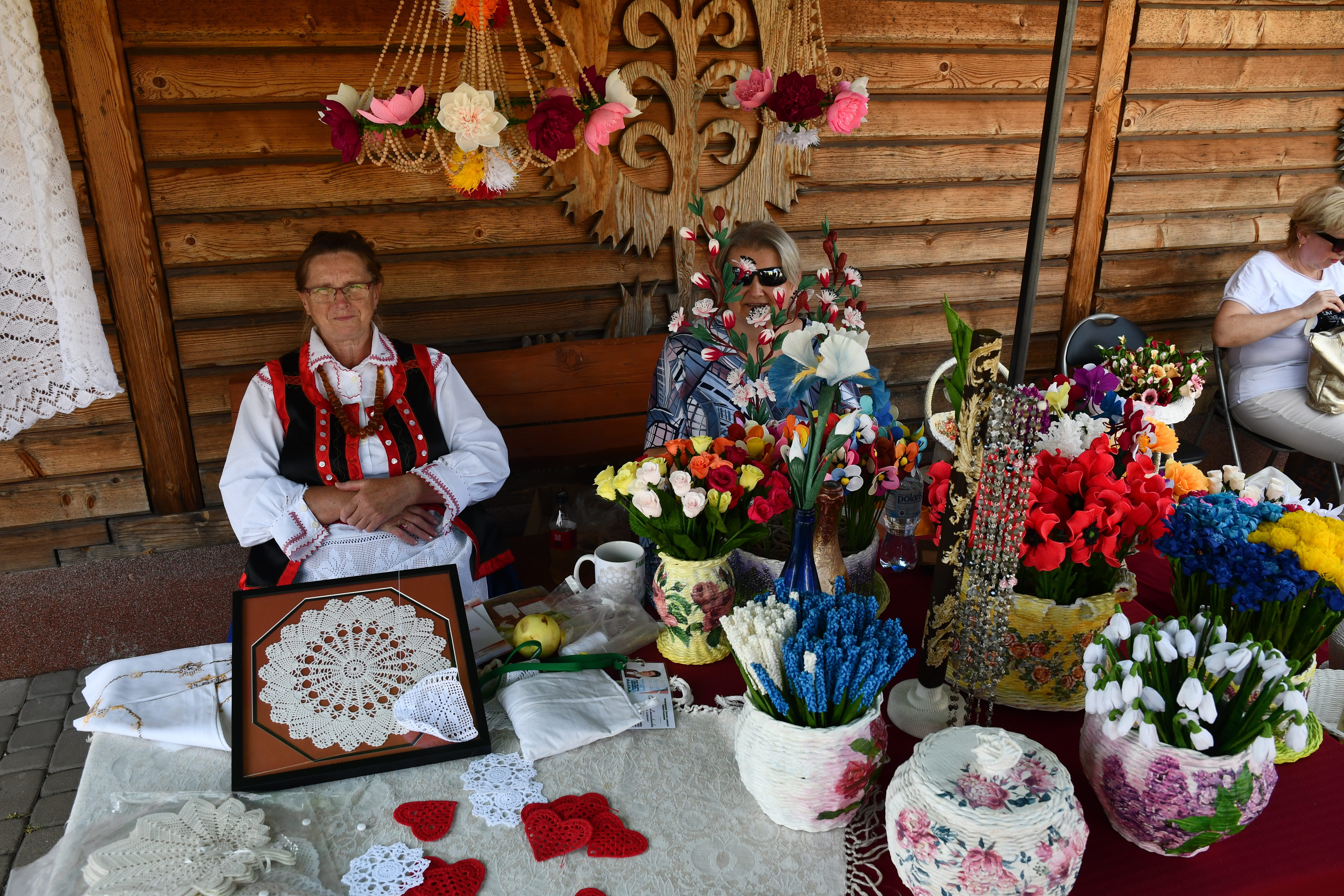
Czesława Lewandowska w czasie 45. Miodobrania Kurpiowskiego w Myszyńcu, 2022

- Czesława Lewandowska w czasie 45. Miodobrania Kurpiowskiego w Myszyńcu, 20222020 r. – Nagroda im. Oskara Kolberga w kategorii „Twórczość plastyczna, zdobnictwo, rękodzieło i rzemiosło ludowe, folklor muzyczno-taneczny", dziedzina: „Koronczarka. Plastyka obrzędowa i dekoracyjna”[4]